# Sursă de energie
În sens comun, prin surse de energie se înțeleg materialele și tehnologiile folosite pentru obținerea diferitelor forme de energie necesare dezvoltării societății. Aceste surse trebuie să se găsească în cantități corespunzătoare și să fie exploatabile convenabil din punct de vedere tehnic, economic și al unei perspective durabile.

## Combustibilii fosili

Emisiile anuale de dioxid de carbon, defalcate pe diferiți combustibili, în perioada 1800-2004. Arată rata crescută de utilizare a acestora.

Combustibilii fosili provin din resturile organice din plante și animale. Principalii combustibili fosili sunt cărbunele, gazele și petrolul. Ei acoperă aproape 80 % din consumul mondial de energie. Ca să producă energie, combustibilii fosili trebuie să ardă, aceștia sunt clasificați ca epuizabili, pentru că rezervele existente se consumă mai repede decât se produc altele noi.  

### Cărbunele
Cărbunele e un tip de rocă sedimentară formată din resturi de plante. Acumularea sa a început, probabil, acum 425 milioane ani, când au apărut plantele, dar majoritatea zăcămintelor s-au format în Carbonifer. Copacii în descompunere din zonele mlăștinoase au format turbării. Turba s-a scufundat tot mai mult și s-a transformat în lignit, apoi în cărbune bituminos și, în final, în antracit - cărbunele de cea mai bună calitate. Cărbunele produce 27% din energie la nivel mondial. E folosit în centrale electrice și în industrie.

### Petrolul și gazele naturale

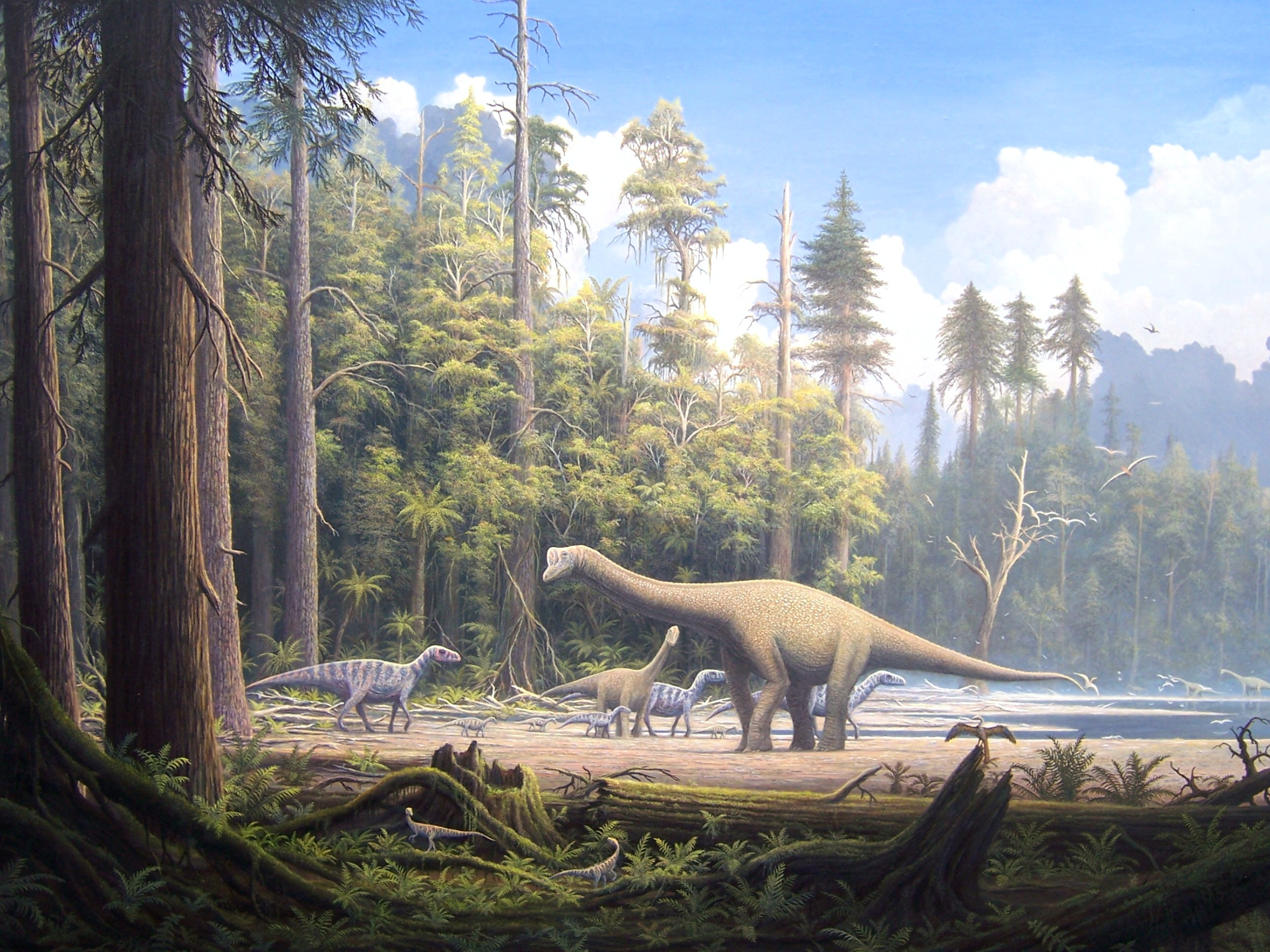
Scenă din Jurasicul superior; în prim-plan sunt doi Compsognathus, în spate o turmă de Iguanodon. (Pictură de G. Boeggemann)

Procesele de rafinare ale petrolului dau naștere unor produse secundare folositoare.
Petrolul și gazele naturale au luat naștere odată cu acumularea de sedimente în oceanele pline de viață marină. Îngropate din ce în ce mai adânc, timp de milioane de ani, fiintele marine microscopice s-au descompus și au format zăcăminte de țiței și gaze.
Nu există sursă de petrol sau gaze mai tânără de 1-2 milioane ani.
Marile câmpuri petrolifere se află în Orientul Mijlociu, mai ales în Arabia Saudită și Iran, în SUA, mai ales în Texas, în Rusia, Asia Centrală, mai ales Azerbadjan și Kazahstan, și în Marea Nordului.

## Energia nucleară

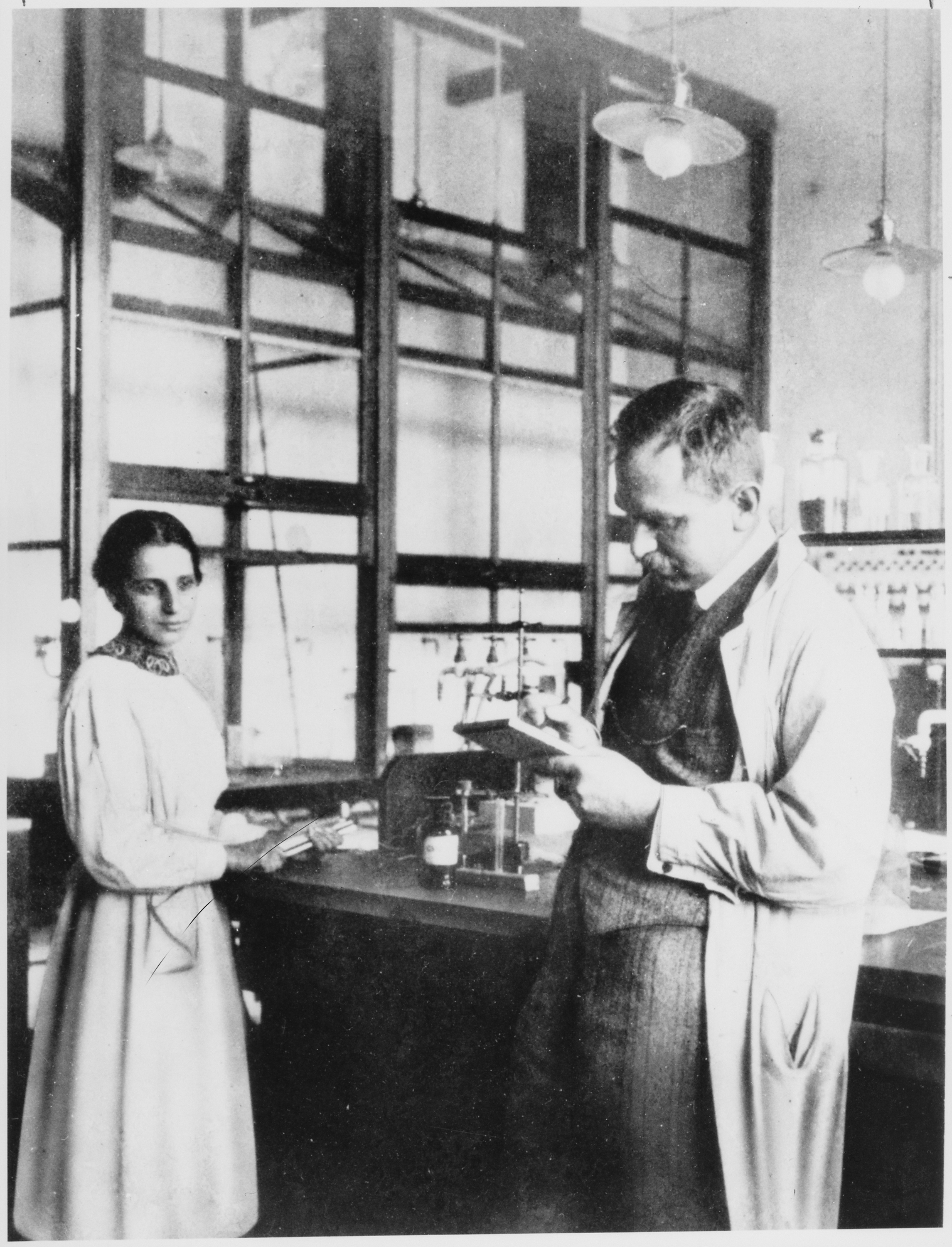
Otto Hahn și Lise Meitner în laborator

Energia nucleară provine din uraniu, un metal ce se găsește în scoarța planetei.
Uraniul, un element rar în scoarța Pământului, e folosit pentru a produce căldură prin fisiune nucleară (spargerea atomilor din uraniu). Căldura produce aburi care învârt turbinele pentru a produce electricitate. Deșeurile sunt foarte radioactive și trebuie izolate timp de mii de ani. Producătorii importanți sunt SUA, Franța, Europa de Vest și Japonia.

## Energiile alternative
Energiile alternative folosesc puterea inerentă a unor surse naturale ca vântul, mareele, soarele. Unele sunt epuizabile, altele regenerabile.

### Energia solară

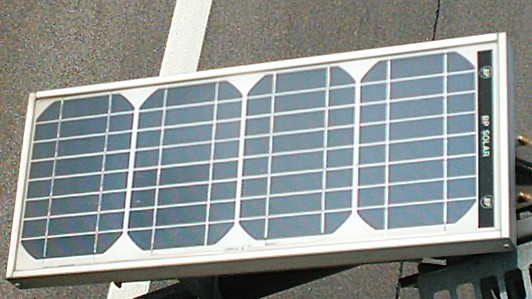
Panouri solare

- Căldura solară poate fi folosită pentru a produce energie. Cel mai simplu format e un geam îndreptat spre Sud.

- Panourile solare montate pe acoperiș sunt folosite pentru căldură și apă. În Israel, panourile solare asigură apa caldă în peste 80% din case.

- La o scară mai mare, un șir de oglinzi care urmăresc soarele îi reflectă lumina spre un turn în care încălzește apă sau abur care pune în mișcare turbinele electrice.

- Altă metodă folosește celule fotovoltaice montate pe acoperiș care absorb lumina solară și o transformă direct în electricitate. Țări în curs de dezvoltare precum Republica Dominicană, Sri Lanka și Zimbabwe sunt printre primele care folosesc această tehnică.

### Energia hidroelectrică
Forța apei în cădere pune în mișcare turbinele care produc electricitate. Apa este adunată într-un lac de acumulare și canalizată printr-un baraj. Condițiile pentru energie hidroelectrică  este un curent puternic și rapid de apă și o înălțime semnificativă de la care sa cadă apa.
E o sursă inepuizabilă, dar barajele au o viață limitată. Principalii utilizatori sunt Norvegia și Brazilia, unde hidroenergia depășește 90% din consumul de energie electrică, SUA, Canada, China și Rusia.

### Energia mareelor

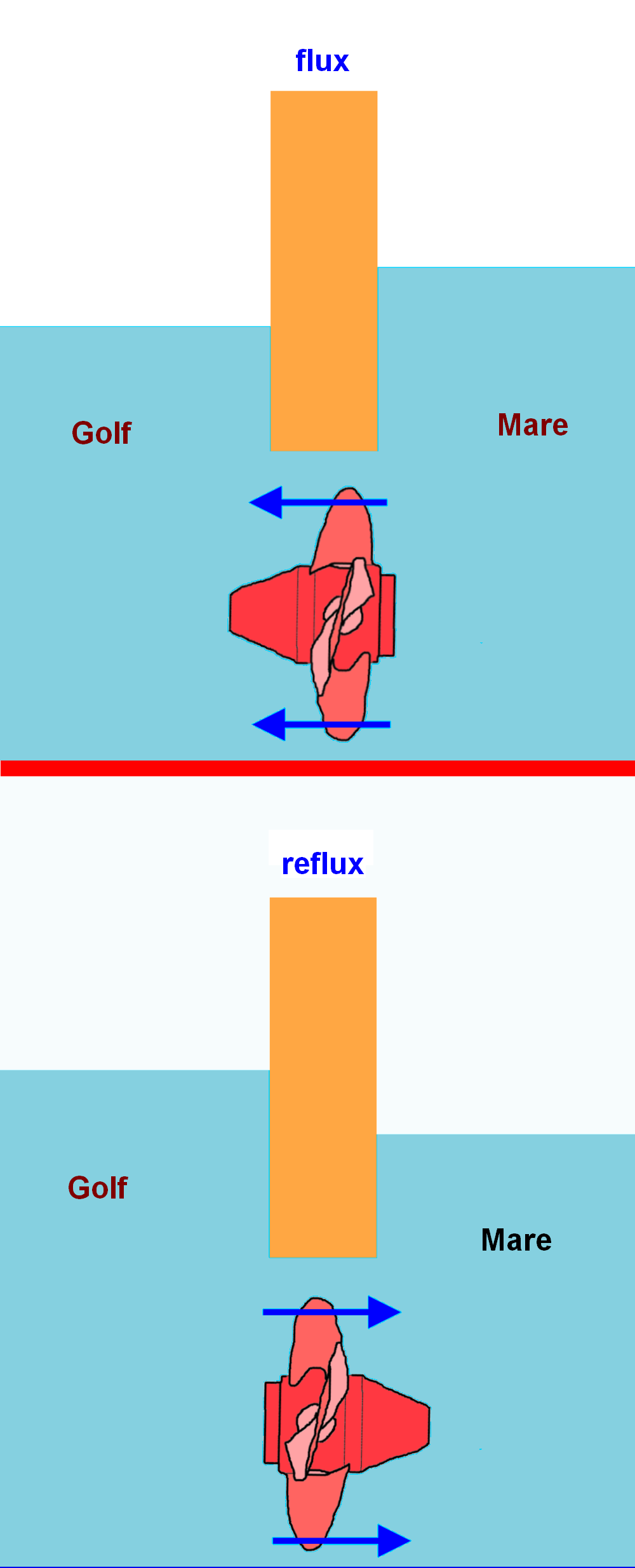
Modul de funcționare al unei centrale utilizând energia mareelor

Pentru ca puterea mareelor sa genereze electricitate, e necesară o diferență minimă de 8 m între flux și reflux și de un golf îngust sau estuar care sa maximizeze forța apei.
Curentul puternic al mareelor pune în mișcare turbinele montate într-un baraj ridicat de-a curmezișul golfului sau estuarului.
Puterea mareelor e inepuizabilă, dar dezechilibrează habitatul estuarului și prea puține coaste oferă condițiile ideale.
Cea mai mare centrală bazată pe maree se află pe râul Rance, în Franța, care produce majoritatea energiei consumate în Bretania și alte câteva regiuni. Mai există și alte uzine experimentale în Canada, Rusia și China.

### Energia geotermală
Este nevoie de o sursă naturală de căldură, o cameră magmatică, izvoare subterane și roca poroasă prin care să circule aburii și apa. Aburii și apa fierbinte sunt utilizați direct pentru încălzire. Aburii sunt folosiți pentru a genera electricitate.
Utilizatorii principali: Islanda, unde peste 45% din energia țării provine din resurse geometrale, SUA, Filipine, Indonezia, Mexic, Italia și Noua Zeelandă.

### Energia eoliană
Puterea vântului acționează asupra morilor de vănt și turbinelor care generează energie.
O fermă eoliană are nevoie de un loc cu vânt constant dintr-o direcție stabilă, cum ar fi trecătorile din munți, coastele și insulele. Cei mai importanți utilizatori sunt SUA, Germania, Danemarca și India.